# حاملة الطائرات فئة كوين إليزابيث
حاملة الطائرات فئة كوين إليزابيث هي فئة تتكون من حاملتين طائرات بريطانية، دخلت الحاملة الأولى إتش إم إس كوين إليزابيث (آر08) الخدمة في 7 ديسمبر 2017 والثانية إتش إم إس برينس أوف ويلز (آر09) الخدمة في 10 ديسمبر 2019.